# Edignalinde

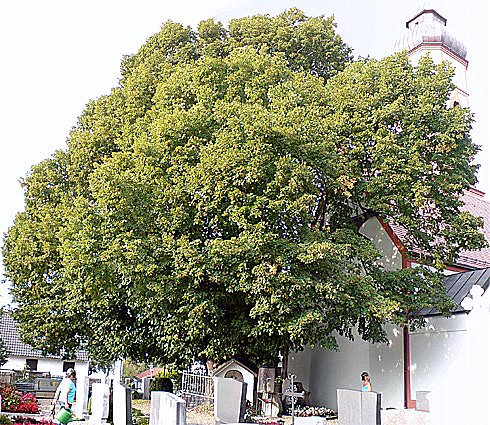
Die Edignalinde

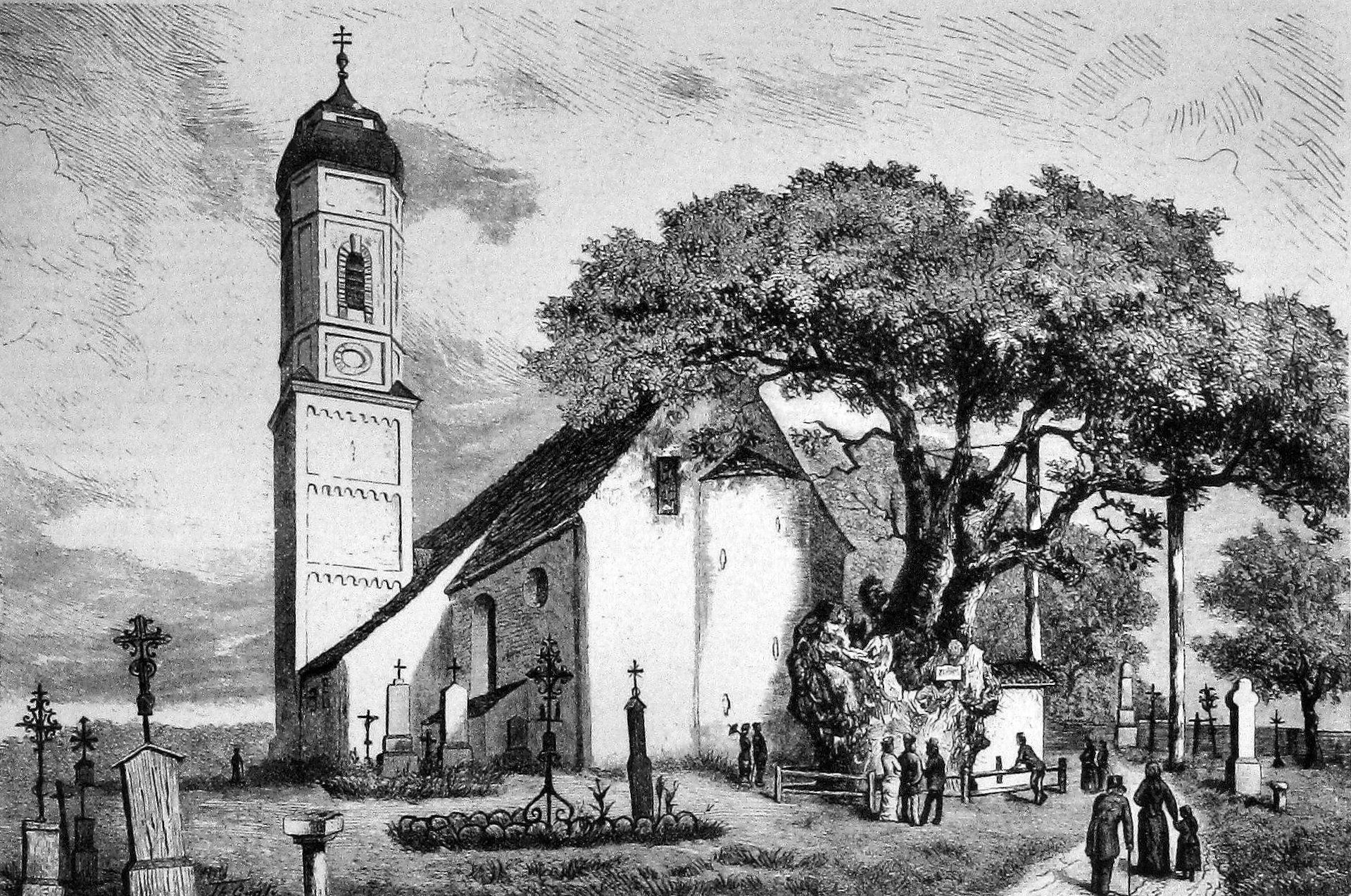
Zeichnung der Edignalinde aus dem Jahre 1883

Die Edignalinde (auch Tausendjährige Linde genannt) ist eine Sommerlinde (Tilia platyphyllos) auf dem Friedhof neben der Kirche Sankt Sebastian in Puch, einem Stadtteil von Fürstenfeldbruck. Sie ist nach unterschiedlichen Schätzungen 500 bis 1200 Jahre alt und als Naturdenkmal ausgewiesen. Der Name stammt von Edigna, nach einer Legende die Tochter des Königs von Frankreich, die hier im 11. Jahrhundert auf der Flucht vor einer geplanten Verheiratung Unterschlupf gesucht hat. Sie hat angeblich als Eremitin im Inneren des hohlen Baumes 35 Jahre lang gelebt. Von der Linde gibt es zurück bis ins 17. Jahrhundert zahlreiche Abbildungen, wobei Edigna meist erhöht über ihr im Himmel oder im hohlen Stamm sitzend dargestellt wird.

## Standort
Puch liegt drei Kilometer nordwestlich von Fürstenfeldbruck und etwa 25 Kilometer westlich von München. Die Linde steht in der Ortsmitte auf etwa 550 Meter Höhe über Normalnull neben der Kirche Sankt Sebastian. Nördlich von Puch führt die Bundesstraße 2 an der Ortschaft vorbei, südlich die Staatsstraße 2054 nach Landsberg am Lech.

## Beschreibung

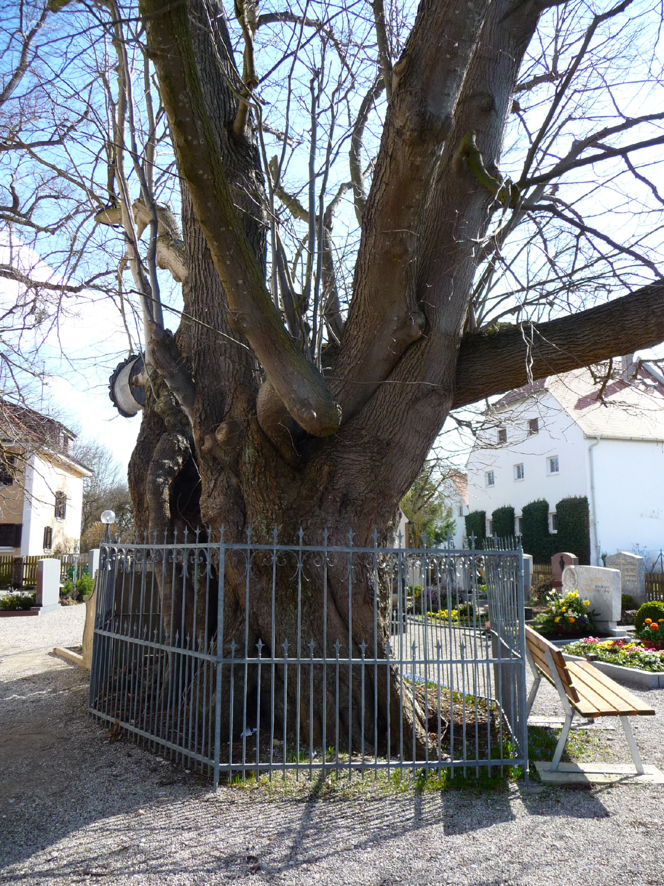
Nordansicht

Von der ursprünglichen Linde ist nur noch ein Teil des Stammes vorhanden, die einstige Hauptkrone, von mehreren Hauptästen gebildet, besteht nicht mehr. Der Stamm ist zerfallen, so dass seine frühere Größe nicht mehr erkennbar ist. Nachdem ein Teil des Stammes 1947 gefällt wurde, fehlt auch der Hohlraum, in dem angeblich Edigna lebte; innere Stammteile wurden zur Außenschicht. Der verbliebene Stamm ist stark gefurcht und zeigt deutliche Altersnarben. Die Linde ist bis in mehrere Meter Höhe mit Knollen, Beulen und Wucherungen übersät. Trotz des hohen Alters brachen aus dem verbliebenen Stamm junge Triebe hervor, die heute bis zu 20 Meter hohe, im Sommer dicht belaubte Äste bilden. Diese Sekundärkrone hat einen Durchmesser von 17 Metern. Neben der Linde befindet sich in einem kleinen Häuschen, ähnlich einer Kapelle, eine bemalte Holzfigur der seligen Edigna. Die Linde hat einen Teil dieser Kapelle umschlossen, so dass beide wie zusammengewachsen erscheinen.

### Stammumfang
Der Reststamm der Linde ist, bedingt durch die eingewachsene Kapelle, schwer messbar. Er hatte im Jahre 2005 einen Umfang von ungefähr 10,5 Metern. Hans Joachim Fröhlich, Initiator des „Kuratoriums Alte liebenswerte Bäume in Deutschland“ gab im Jahre 1990 einen Stammumfang von neun Metern an, auf 1,3 Meter Höhe gemessen. Die Linde liegt mit diesen Maßen nach dem Deutschen Baumarchiv, dem der Stammumfang in einem Meter Höhe als wichtigstes Auswahlkriterium dient, über dem unteren Grenzwert der national bedeutsamen Bäume (NBB). Eine Zeichnung der Linde aus dem Jahre 1883 zeigt, dass der Stamm damals, obwohl schon halb zerfallen, viel dicker war.

### Alter
Da das älteste Holz aus dem Zentrum des Stammes fehlt, ist weder eine Jahresringzählung noch eine Radiokohlenstoffdatierung möglich. Das tatsächliche Alter der Linde kann deshalb nur grob geschätzt werden. Ein Vertreter des Deutschen Baumarchivs schätzte im Jahr 2008 ihr Alter auf 500 bis 700 Jahre; mehrmals wurde aber auch ein Alter von etwa 1000 oder 1200 Jahren vermutet. Damit wäre sie eine der zehn ältesten Linden in Deutschland.

## Umgebung

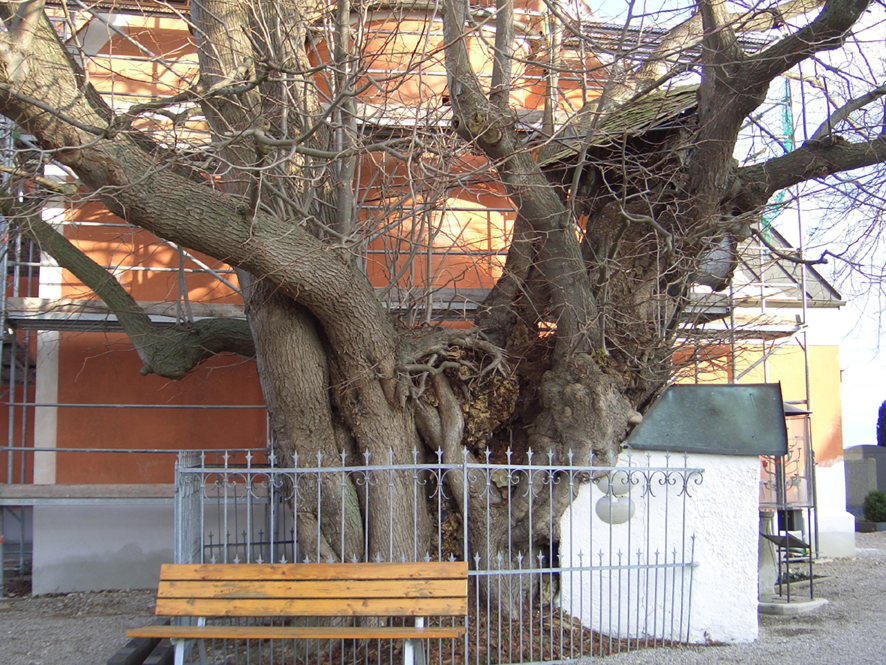
Westansicht

Ein etwa 1,5 Meter hoher Eisenzaun umgibt stammnah die Linde, an der ein Glasbehälter für Andachts- und Opferkerzen steht. An der Südseite der Linde befindet sich ein großes Holzkreuz mit Jesus von Nazaret, welches auf einer Steinmauer steht. Auf einer im Jahre 1969 an der Kapelle angebrachten Tafel, die inzwischen teilweise vom Stamm der Linde überwachsen ist, steht folgende Inschrift:
Edigna-Linde
„Tausendjährige Linde“
Im hohlen Stamm dieser Linde (und in
der Klause daneben) lebte (1074–1109)
die selige Edigna
Tochter Kaiser Heinrich I. v. Frankreich (sic!)
Förderverein Puch 1969

## Geschichte

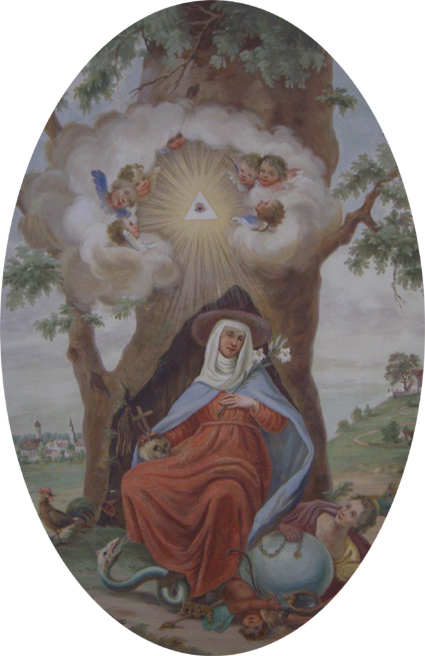
Edigna in der Linde

Nach der Legende kam Edigna auf ihrer Flucht mit ihrem Ochsenkarren im Jahre 1074 durch den Ort Puoche, heute Puch. Die Ochsen blieben unterhalb der Anhöhe Puchs, auf der sich schon damals eine Kapelle und eine Linde befanden, stehen. Zudem soll der Hahn, den sie dabei hatte, gekräht haben und die Glocke in ihrem Gepäck ohne menschliches Zutun geläutet haben. Sie sah darin ein Zeichen Gottes, ließ sich dort 35 Jahre lang nieder und richtete sich im hohlen Stamm der Linde eine Wohnung ein.
Eine Kirche wurde neben der Linde auf den Fundamenten eines älteren Gotteshauses gebaut. Einer Legende zufolge „floss bald nach ihrem Tod ein heiliges Öl aus der Linde, das versiegte, als man es aus Gewinnsucht verkaufen wollte.“ Ebenso sollen Blätter der Linde, die zur Mitternachtsstunde gepflückt werden und mit denen die Milchgeschirre gereinigt werden, eine wundersame Eigenschaft haben. Die Milch setzt in den gereinigten Töpfen angeblich doppelt so viel Rahm an wie üblich. Am Gedenktag der Edigna finden seit 1959 alle zehn Jahre die Edigna-Festspiele statt. In einem Theaterstück wird ihr Leben und Wirken dargestellt. Hierbei wird auch die Lindengeschichte mit einbezogen.

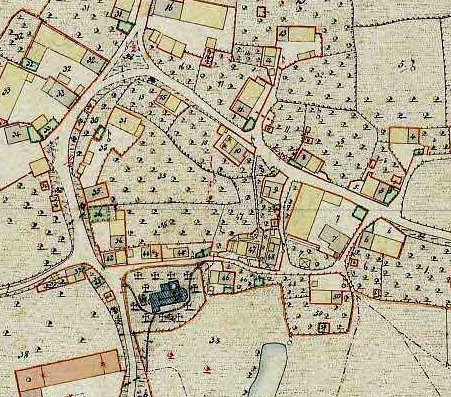
Ortsblatt Puch von 1861 mit der Linde links unten neben der Kirche

Im Juni 1861 wurde die Linde auf dem Uraufnahmeblatt Puch, dem Rahmenblatt einer flächendeckenden Vermessung im damaligen Königreich Bayern, neben der Kirche in einer Umzäunung eingezeichnet.
Der Schriftsteller Alexander Schöppner schrieb im Jahre 1866 in Sagenbuch der Bayerischen Lande über die Linde:

„Auf dem Platze steht noch ein starker, in zwei Hauptästen sich verzweigender Stamm, im größten Umfange 35½ Fuß [entspricht etwa 10,4 Meter Umfang] messend, und etwa 50 bis 60 Fuß hoch. Ein Hauptast des Stammes ist ganz hohl, so daß man sich in demselben verbergen kann.“

Die Linde wurde im 19. Jahrhundert durch einen Lattenzaun geschützt, da Personen wiederholt Blätter und Zweige abbrachen. Eine Beschreibung der Linde aus dem Jahre 1874 findet sich in der statistischen Beschreibung des Erzbistums München-Freising. Im Jahre 1880 brach bei einem Unwetter einer der beiden großen Hauptäste ab. Die verbliebene Krone wurde um die Jahrhundertwende mit Holzbalken gestützt. In der Illustrierten Die Gartenlaube aus dem Jahre 1883 befindet sich eine Abbildung über die Linde mit der Bildbeschreibung Die tausendjährige Linde in Puch bei Fürstenfeld. Im Jahre 1909 wurde berichtet, dass der Baum durch Untermauerungen gestützt wurde. 1947 wurde der morsche Teil des Stammes gefällt. Die Linde wurde 1983 als Naturdenkmal ausgewiesen und ist bei der Unteren Naturschutzbehörde des Landkreises Fürstenfeldbruck gelistet. Noch Mitte des 20. Jahrhunderts gaben Bauern dem Vieh geweihtes Laub der Edignalinde zu fressen.